# Chlorocypha frigida
Chlorocypha frigida är en trollsländeart som beskrevs av Elliot C.G. Pinhey 1961. Chlorocypha frigida ingår i släktet Chlorocypha och familjen Chlorocyphidae. IUCN kategoriserar arten globalt som livskraftig. Inga underarter finns listade i Catalogue of Life.